# Кмитич, Самуил
Самуил Кмитич, (бел. Самуэль Кміціч, пол. Samuel Kmicic; 1630 — 13 апреля 1692) — военачальник Великого княжества Литовского. Полковник, хорунжий оршанский (с 1658), стражник великий литовский (1676—1692). Принимал активное участие в войнах Речи Посполитой с Русским царством (1654—1667) и Швецией (1655—1660).

## Биография
Происходил из оршанской шляхты. Его родословная на данный момент изучена недостаточно, существует версия о его происхождении от оршанского старосты и смоленского воеводы Филона Кмиты-Чернобыльского. Племянник поэта Миколая Кмицича.
Военную службу начал поручиком в 1654 году. Участник Русско-польской войны 1654—1667 гг. Из шляхты Полоцкого воеводства, Витебского и Оршанского поветов создал хоругвь, которая вошла в полк князя  Богуслава Радзивилла и участвовала в зимнем контрнаступлении войск Великого княжества Литовского. В августе 1655 году присоединился к конфедерации, которая образовалась под Вербиловом против великого гетмана литовского князя Януша Радзивилла, подписавшего Кейданскую унию со Швецией. Позже возглавлял полк в дивизии Павла Сапеги принимал участие в битвах со шведами.
В сентябре 1658 году во главе 12-ти хоругвей действовал в Литве, помогая отложившимся от царя запорожским казакам и местной шляхте. В марте 1659 года участвовал в безуспешной попытке деблокады осаждённого Мстиславля, был разбит. Во главе полка воевал со шведами в 1659 году в Курляндии, в 1660-м — в Подляшье. Самуил Кмитич был ярым противником короля Яна II Казимира, принимал активное участие в бунте войск в интересах гетмана Сапеги.
В апреле 1660 года дивизия Сапеги объявила конфедерацию и назначила Кмитича «генеральным полковником». Участвовал в боевых действиях против русских войск в Великом княжестве Литовском, в том числе в сражениях под Полонкой и Кушликами. В 1663 году осуществил глубокий рейд за Смоленск. В 1664 году участвовал в походе на Рославль и Брянск. В 1665 году блокировал русский гарнизон в Полоцке.
В 1666 году во главе литовского полка отправился в Польшу для борьбы с рокошом Любомирского.
После войны жил на Оршанщине, активно участвовал в общественно-политической жизни Речи Посполитой. В 1669 году избран послом на сейм от Минского воеводства. В 1674 году — электор Яна Собеского от Оршанского повета. В том же году во время турецкой кампании Собеского командовал левым флангом литовского войска.
Владел имениями Неводница в Гродненском повете, Красное Село в Минском повете, Сидричин в Оршанском повете.

## Кмитич в произведениях искусства
Послужил прообразом Анджея Кмицица в историческом романе Генрика Сенкевича «Потоп» и снятом по нему одноимённом художественном фильме с Даниэлем Ольбрыхским в главной роли.
Является главным героем исторического романа М. А. Голденкова «Пан Кмитич» (состоит из книг «Огненный всадник», «Тропою волка» и «Схватка». — Минск: Букмастер, 2011).